# Tedisio Zaccaria
Tedisio Zaccaria (fl. XIV secolo) fu signore di Taso e governatore di Focea dal 1302 al 1307.
Discendente dell'importante famiglia genovese degli Zaccaria, era figlio di Manuele Zaccaria e Clarisia Fieschi. Suo padre era fratello di Benedetto I Zaccaria, il fondatore delle fortune degli Zaccaria a Bisanzio e nella Grecia latina.
Nominato governatore di Focea dallo zio Benedetto I, rimase in carica anche dopo la sua morte, quando divenne governatore della signoria di Chio. Nel 1306 Tedisio fece una campagna a Taso, dove catturò il castello e fece dell'isola un suo feudo. Nel 1307 Benedetto II Zaccaria decise di sostituire Tedisio con un nuovo governatore.
Il nuovo governatore, Andreolo Cattaneo, inviò il figlio Domenico contro Tedisio e si impadronì di Focea. Tedisio fuggì quindi a Gallipoli, dove cercò l'appoggio della Compagnia Catalana. Nel 1307 fece una campagna contro Focea. Dopo un assedio catturò la città, ma non riuscì a tenerla sotto controllo e fu costretto a ritirarsi a Taso per difendere il suo feudo. Lo storico catalano Ramon Muntaner riferisce nella sua Cronaca che l'incursione nel castello di Phokaia permise a Zaccaria di portare con sé le reliquie della Vera Croce, una camicia bianca fatta dalla Vergine Maria e un codice con l'Apocalisse, tutti presi dopo la conquista turca di Pholaia dalla tomba di San Giovanni, l'autore del Vangelo, a Efeso. I frammenti della Vera Croce furono consegnati allo stesso Muntaner, in quanto cancelliere della Compagnia Catalana, mentre Zaccaria conservò le altre reliquie. Zaccaria rimase signore di Taso fino al 1313, quando l'isola fu riconquistata dai Bizantini.